# HMS Spårö (M58)

HMS Spårös vapen.

HMS Spårö (M58) var en minsvepare i svenska flottan av Arkö-klass. Fartyget såldes 1986 och har byggdes om för räkfiske i Indiska oceanen under namnet King Prawn. Hon återkom senare till Stockholm under namnet Zabull och såldes sedan vidare till Italien 1993.